# 富基耶尔莱贝蒂讷
富基耶尔莱贝蒂讷（法語：Fouquières-lès-Béthune，法語發音：[fukjɛʁ lɛ betyn]，意为“贝蒂讷附近的富基耶尔”）是法国上法兰西大区加来海峡省的一个市镇，属于贝蒂讷区。

## 地理
富基耶尔莱贝蒂讷（50°30'54"N, 2°36'39"E）面积2.42 平方千米，位于法国上法蘭西大區加来海峡省，该省份为法国北部沿海省份，西北濒北海，南至索姆省，东临北部省。
与富基耶尔莱贝蒂讷接壤的市镇（或旧市镇、城区）包括：贝蒂讷、沃德里库尔、韦尔坎、富克勒伊、戈奈、埃迪尼厄勒-莱贝蒂讷。
富基耶尔莱贝蒂讷的时区为UTC+01:00、UTC+02:00（夏令时）。

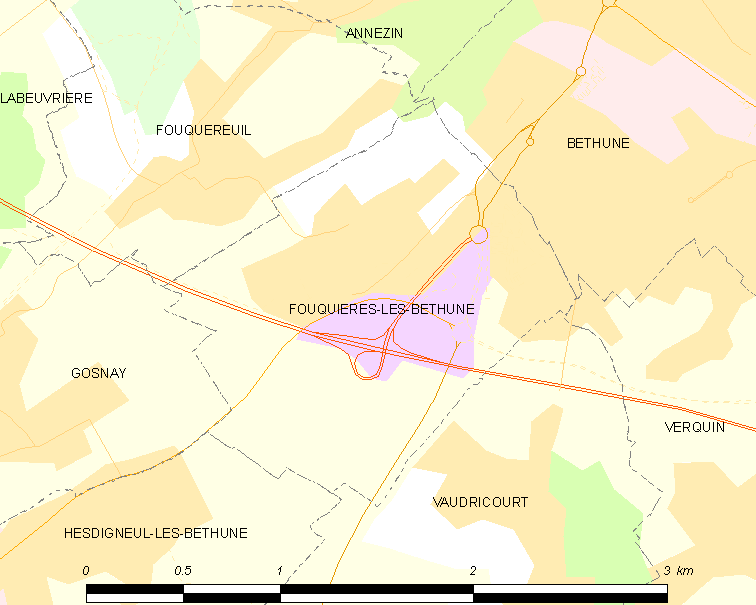
富基耶尔莱贝蒂讷的OSM定位图

## 行政
富基耶尔莱贝蒂讷的邮政编码为62232，INSEE市镇编码为62350。

## 政治
富基耶尔莱贝蒂讷所属的省级选区为讷莱米讷县。

## 人口

1962-2008年间富基耶尔莱贝蒂讷人口变化图示

富基耶尔莱贝蒂讷于2022年1月1日时的人口数量为1111人。